# Molophilus (Molophilus) bunyipensis
Molophilus (Molophilus) bunyipensis is een tweevleugelige uit de familie steltmuggen (Limoniidae). De soort komt voor in het Australaziatisch gebied.